# De Mechelse Heide en de Vallei van de Ziepbeek
De Mechelse Heide en de Vallei van de Ziepbeek este o arie protejată (arie specială de conservare — SAC, sit de importanță comunitară — SCI, arie de protecție specială avifaunistică — SPA) din Belgia întinsă pe o suprafață de 2.345 ha, integral pe uscat.

## Localizare
Centrul sitului De Mechelse Heide en de Vallei van de Ziepbeek este situat la coordonatele 50°57′00″N 5°38′00″E / 50.95°N 5.6333°E.

## Înființare
Situl De Mechelse Heide en de Vallei van de Ziepbeek a fost declarat arie de protecție specială avifaunistică în octombrie 1988 pentru a proteja 7 specii de animale. Alte tipuri de protecție:
- sit de importanță comunitară (în ianuarie 1900)
- arie specială de conservare (în ianuarie 1900)[1][2]

## Biodiversitate
Situată în ecoregiunea atlantică, aria protejată nu include niciun habitat protejat.
La baza desemnării sitului se află mai multe specii protejate de  păsări (7): rață-cu-cap-castaniu (Aythya ferina), caprimulg (Caprimulgus europaeus), ciocănitoare neagră (Dryocopus martius), sfrâncioc roșiatic (Lanius collurio), ciocârlie de pădure (Lullula arborea), gușă albastră (Luscinia svecica), viespar (Pernis apivorus).